# Pheidole dammermani
Pheidole dammermani is een mierensoort uit de onderfamilie van de Myrmicinae. De wetenschappelijke naam van de soort is voor het eerst geldig gepubliceerd in 1924 door Wheeler, W.M..